# Gåshud
Gåshud (även piloerektion) är en funktion inom termoregleringen som innebär att en muskel (errector pili) aktiveras och drar i hårsäckarna så att dessa pekar rakt ut. När detta händer oss människor som inte har päls liknar vi en plockad gås, därav uttrycket. Kan också kallas rysning.
På pälsdjur reser sig håren på skinnet. Detta har huvudsakligen två funktioner, pälsen blir tjockare och varmare eller att pälsdjuret ser större och farligare ut.
Hos människan framkallas gåshud främst av kyla men också av vissa känslor i form av njutning eller obehag. Gåshud framkallas av att kyla eller andra sensoriska stimuli aktiverar termoreceptorerna vilka signalerar till det centrala nervsystemet att dra samman errector pili, varmed gåshuden uppkommit. När musklerna dras samman förändras blodgenomströmningen i huden; denna ytliga blodcirkulation är viktig för att balansera temperaturen mellan kroppsdelar samt i kroppen gentemot omgivningen. Errector pili är glatt muskulatur och kan följaktligen kontrahera i respons på signalsubstanser och hormoner som påverkar sympatiska nervsystemet.
Fenomenet kallas även ståpäls, ankskinn, tuppaskinn eller "kycklingskinn" eftersom ankor, tuppar och kycklingar har samma typ av skinn.